# 柏淳郎
柏 淳郎（かしわ じゅんろう、1935年8月11日 - ）は、日本の実業家。第7代オークマ代表取締役社長。日本機械工業連合会永年役員。

## 経歴
名古屋大学経済学部卒業。1960年大隈鐵工所入社。営業畑を歩み、1980年大隈鐵工所大阪支店長。1987年大隈鐵工所取締役大阪支店長。1992年オークマ常務取締役。1994年オークマ取締役社長。1995年旭精機工業監査役。1998年旭精機工業取締役。2005年オークマホールディングス取締役社長。2006年オークマ取締役会長。2007年旭日中綬章受章。日本機械工業連合会永年役員。